# Xanthorhoe ascotata
Xanthorhoe ascotata là một loài bướm đêm trong họ Geometridae.